# Idaea argilata
Idaea argilata är en fjärilsart som beskrevs av Achille Guenée 1858. Idaea argilata ingår i släktet Idaea och familjen mätare. Inga underarter finns listade i Catalogue of Life.